# Aérophone (militaire)
Pour les articles homonymes, voir Aérophone.

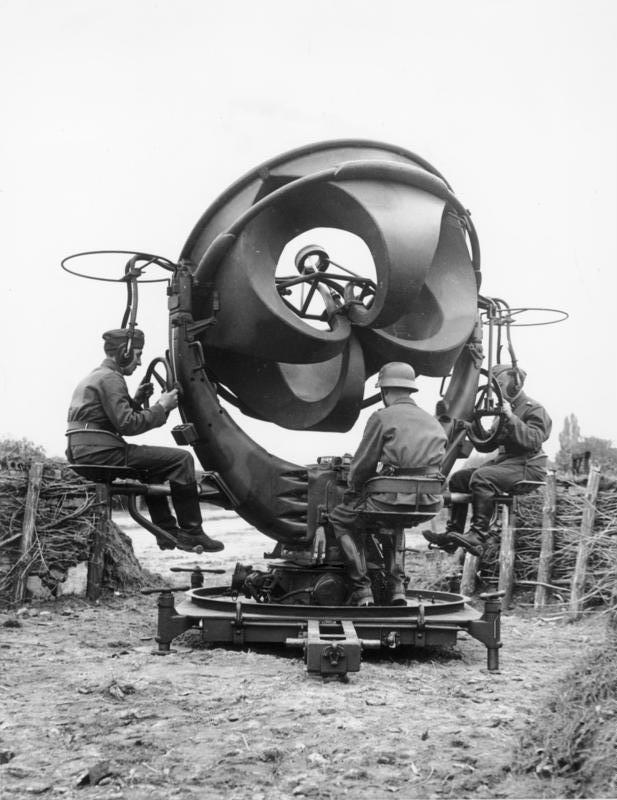
Aérophone à Berlin en 1939

Un aérophone est un dispositif d'écoute destiné à détecter les aéronefs en approche au bruit de leur moteur. Principalement utilisé pendant les conflits de la première moitié du XXe siècle, il précède l'apparition du radar.

## Fonctionnement
L'appareil était généralement doté de deux couples de cornets acoustiques, l'un placé à l'horizontale et servant à déterminer l'azimut de l'aéronef ciblé, l'autre placé à la verticale, et servant à déterminer l'altitude dudit aéronef.
Pour ce faire, un opérateur constamment à l'écoute guidait l'inclinaison et la rotation de l'appareil jusqu'à ce qu'il soit centré sur l'aéronef, ce qui permettait de lire les résultats sur des cadrans prévus à cet effet.

## Illustrations

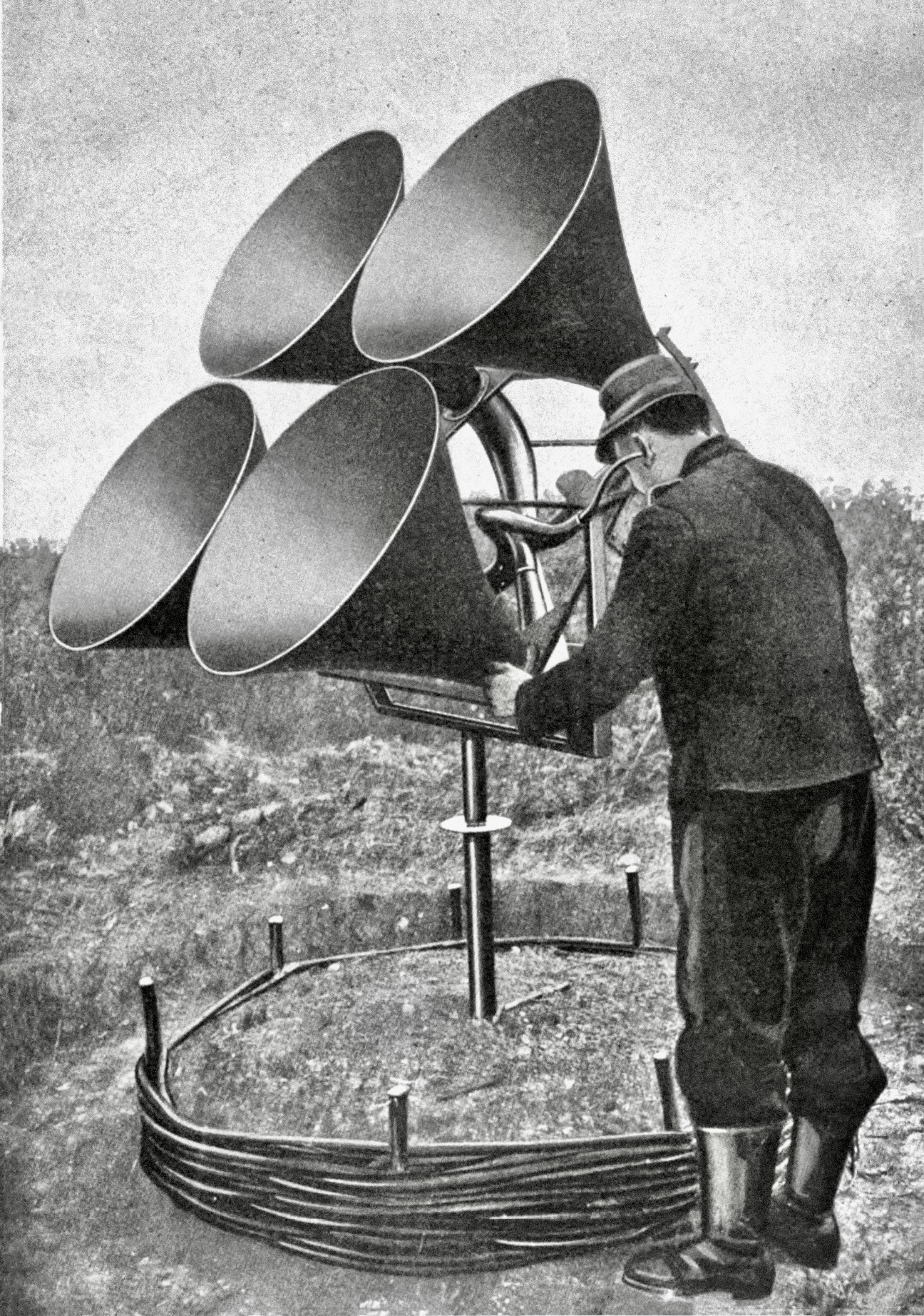
Aérophone français de 1915
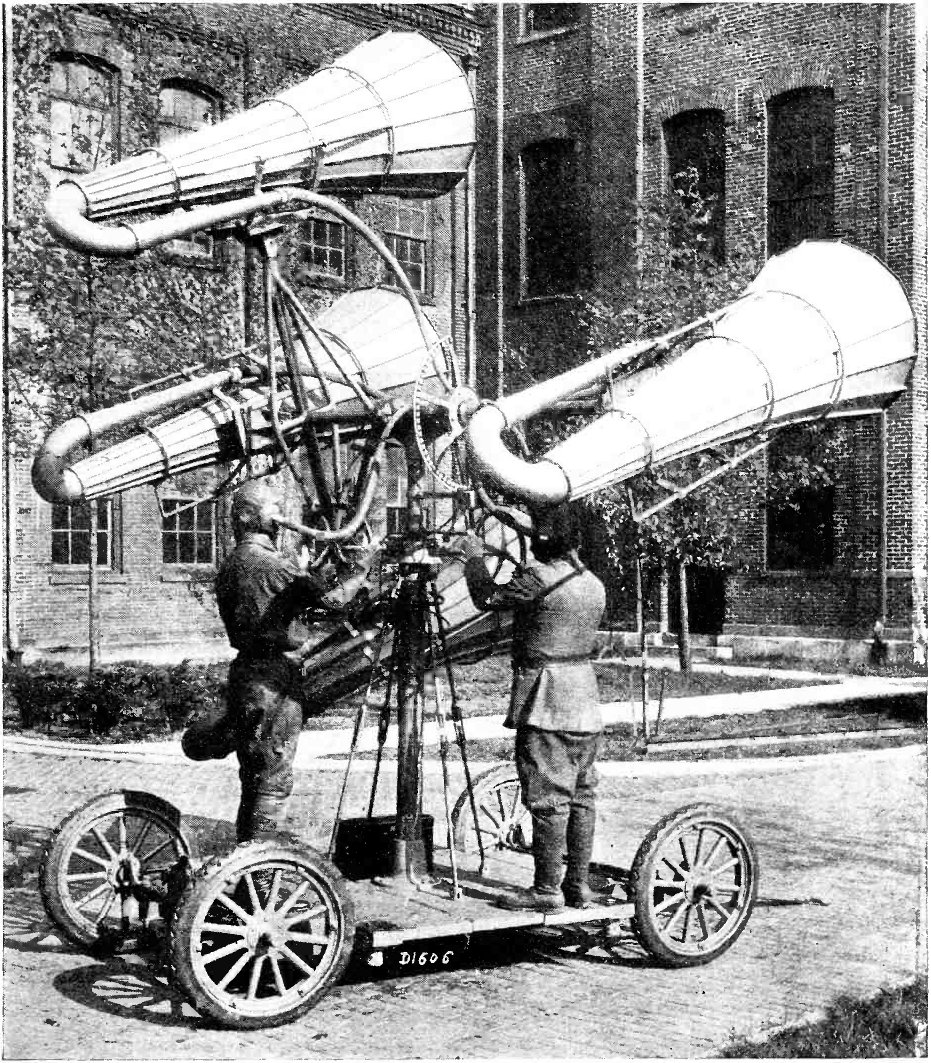
Aérophone américain de 1925
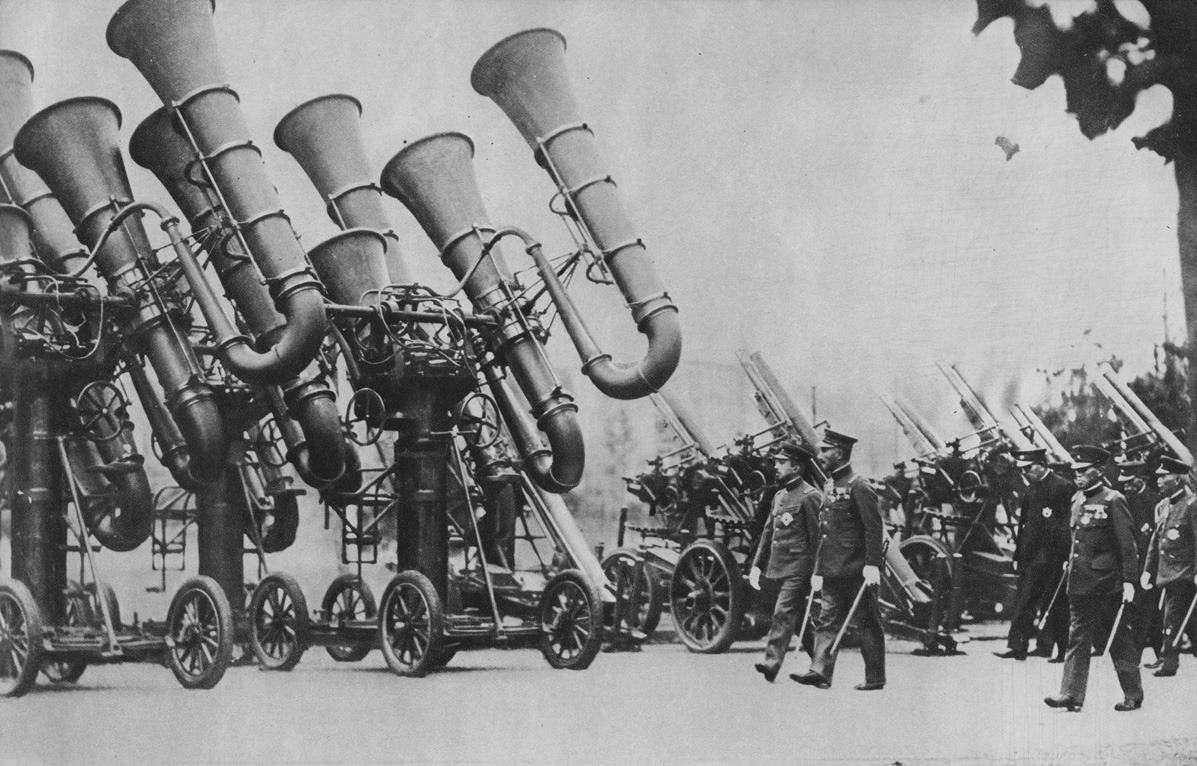
Aérophone japonais
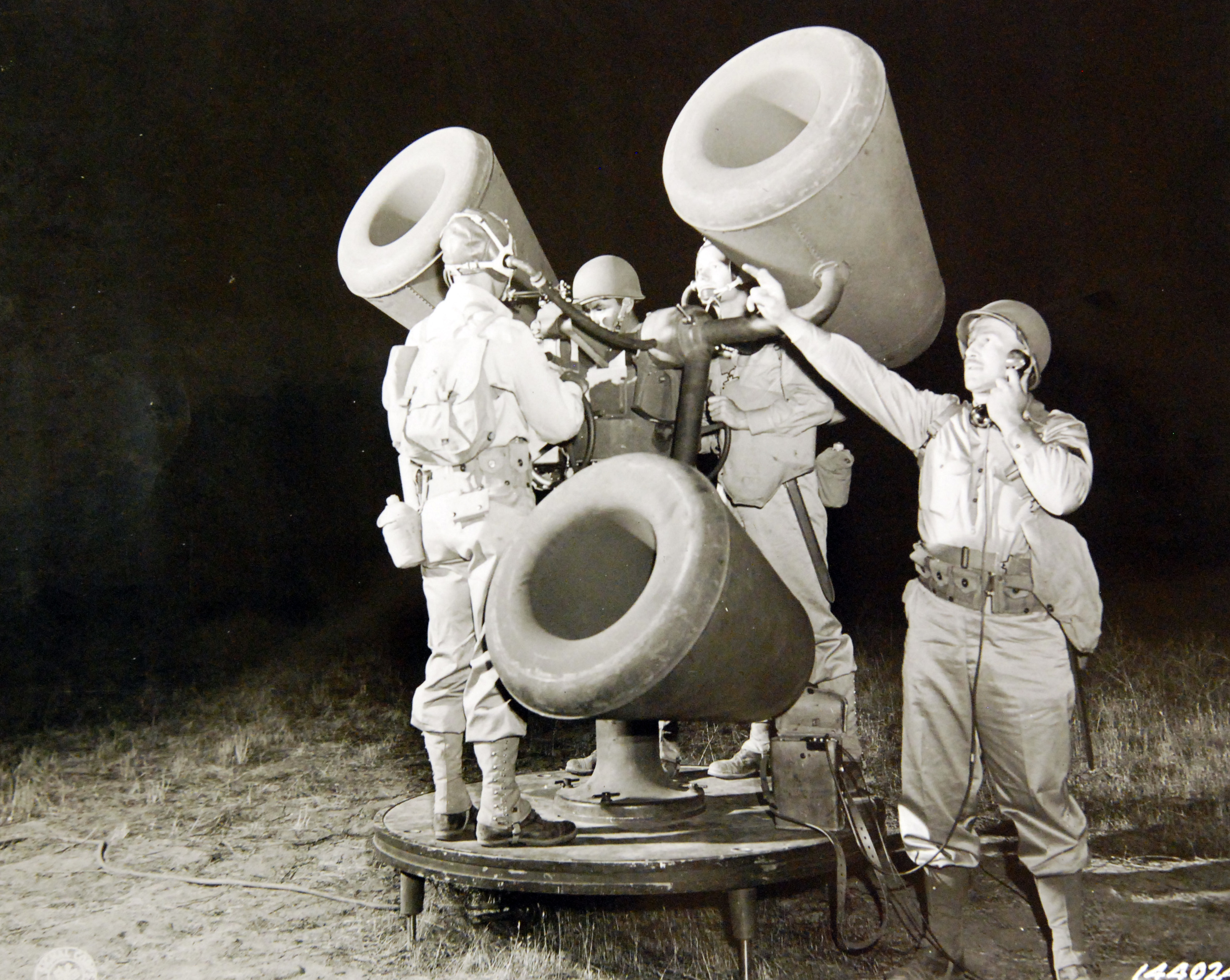
Aérophone américain, vers 1940
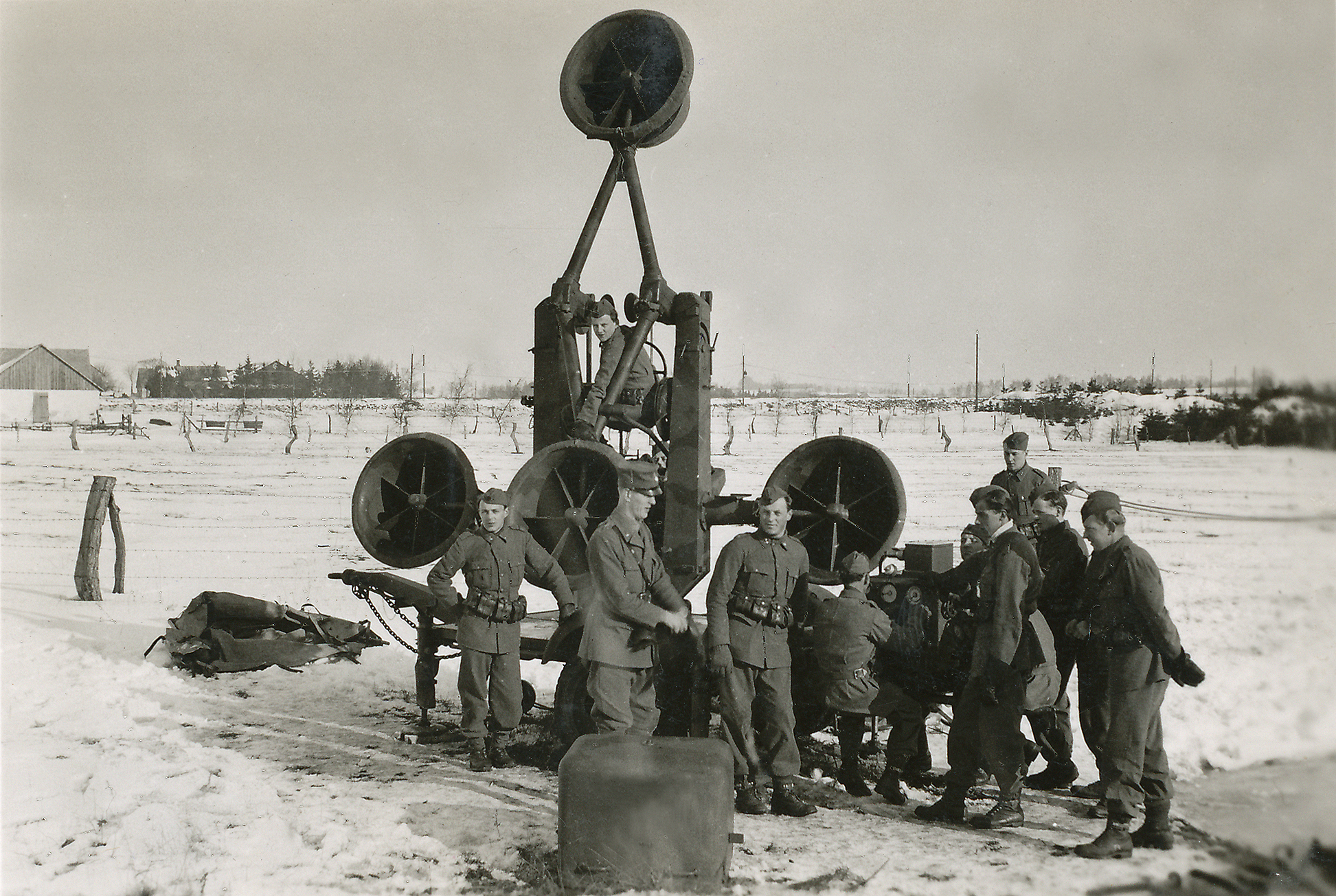
Aérophone en Suède, vers 1940
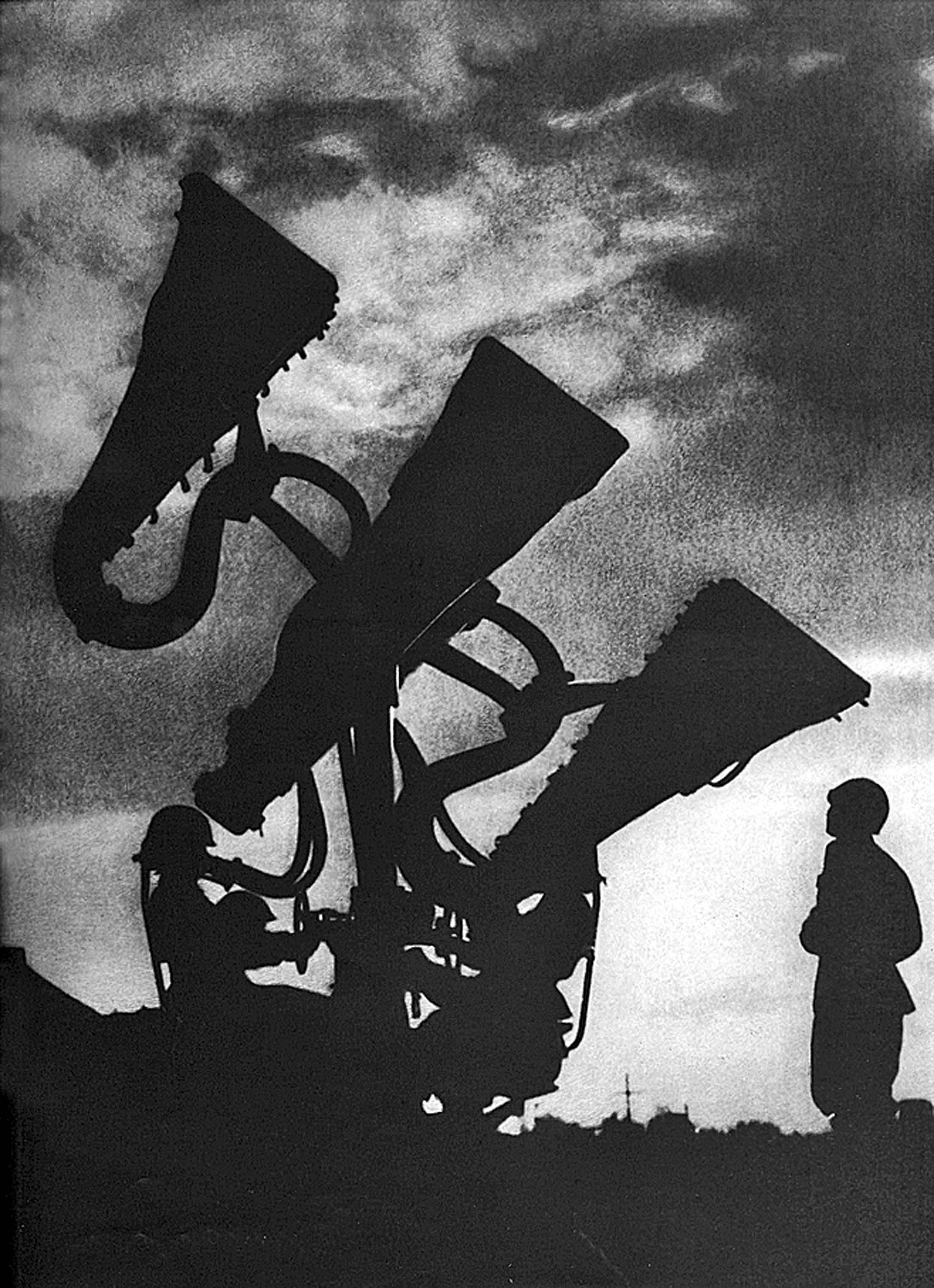
Aérophone soviétique en 1941
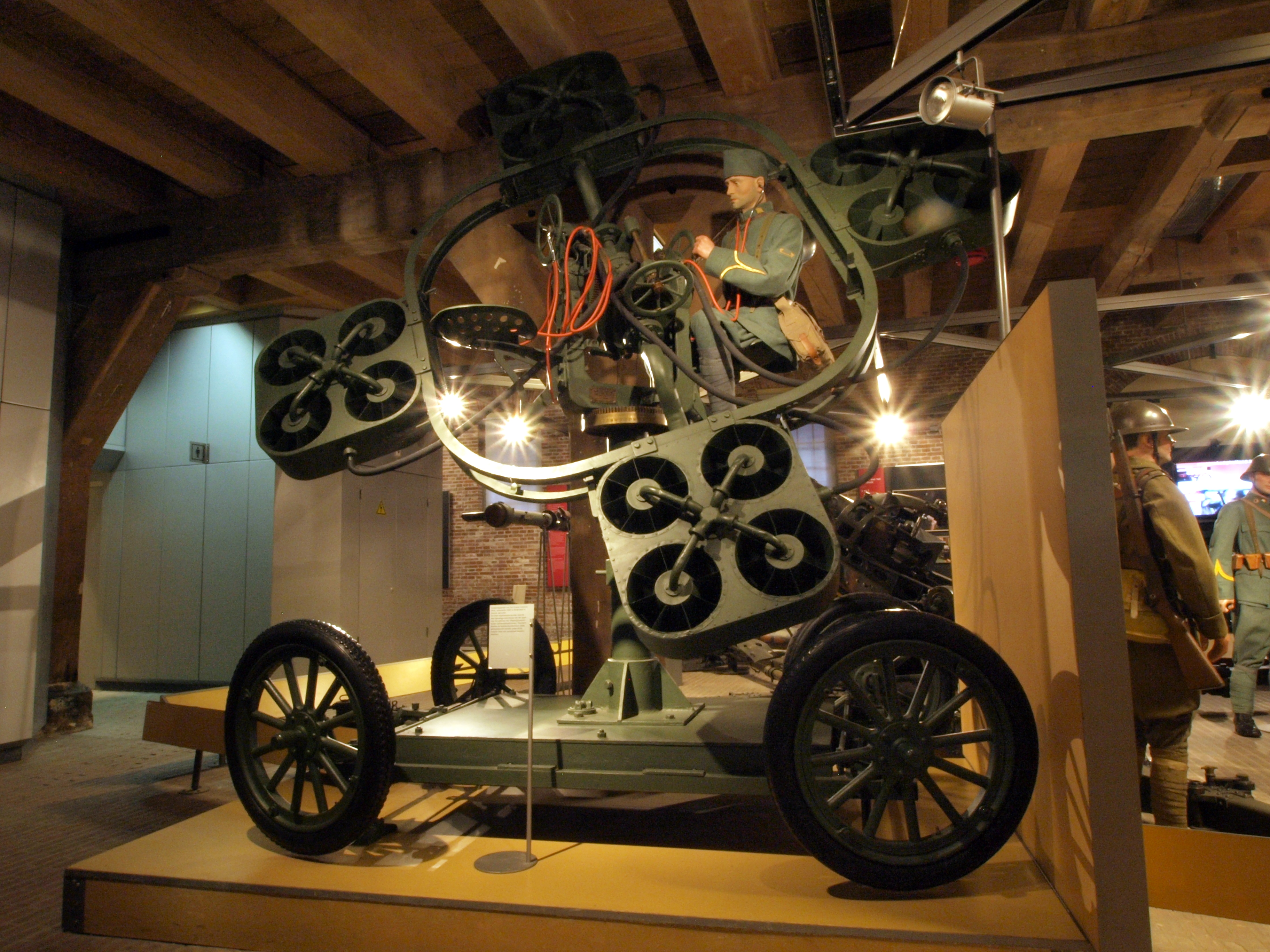
Aérophone néerlandais, dans un musée à Delft
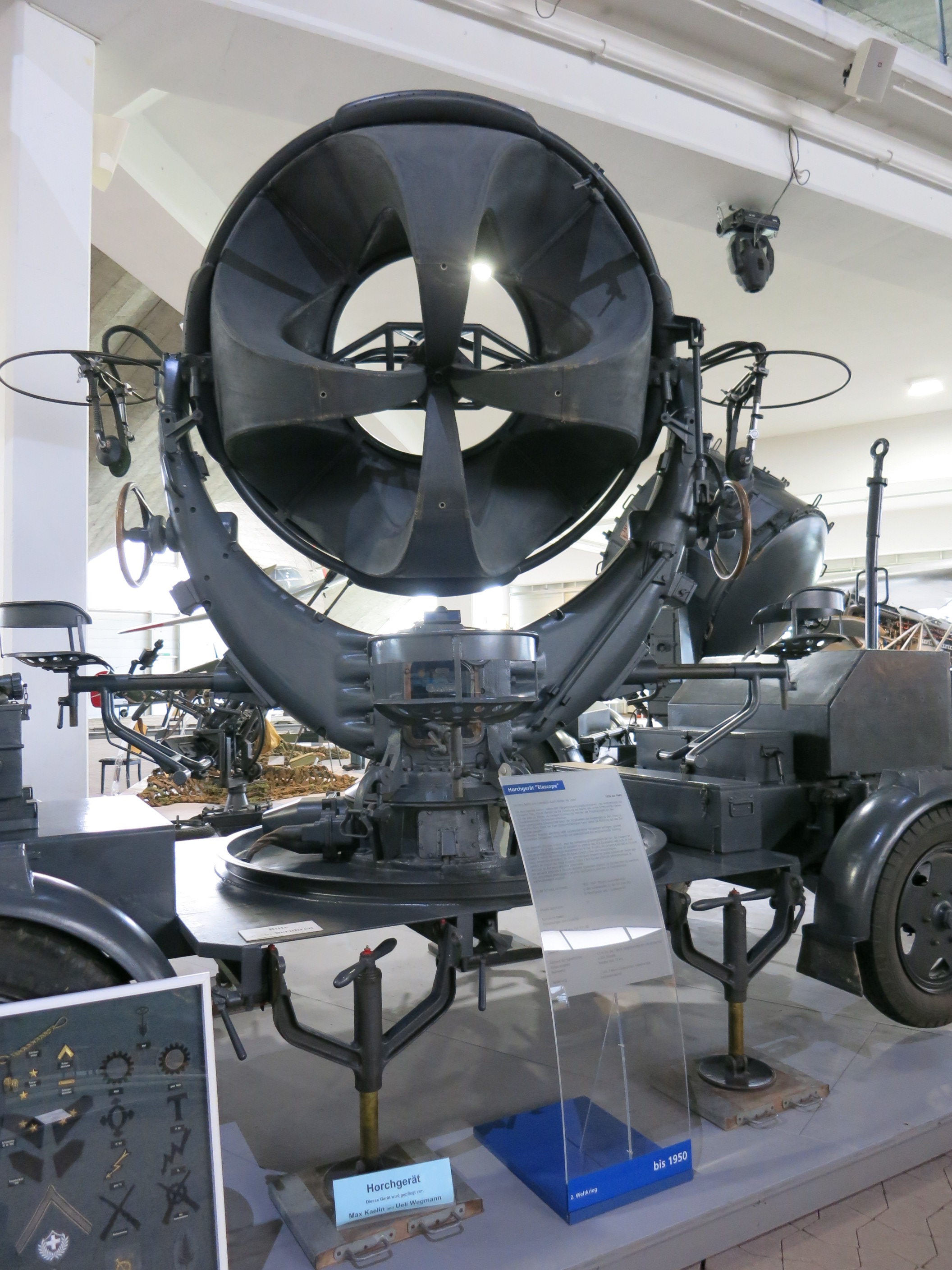
Aérophone allemand de la Seconde Guerre mondiale

Un aérophone figure en page 55 de l’album Le Sceptre d'Ottokar des Aventures de Tintin, réalisé par Hergé en 1938-39.